# Erza Haljiti
Erza Haljiti (9 de septiembre de 1990, Kosovo) es una modelo estadounidense-albanokosovar ganadora de Miss Idaho USA 2011 y representante del estado de Idaho en Miss USA 2011, también se convirtió en la primera albanesa en coronarse Miss Idaho USA.

## Vida personal
A la edad de cuatro años, su familia se trasladó a Alemania para escapar de la guerra que estaba a punto de comenzar. En 2000, sus padres tuvieron la oportunidad de pasar a los Estados Unidos y dar un nuevo mundo de oportunidades de sus cuatro hijos. 
Como Erza creció en Idaho, realmente aprendió la importancia de la familia. El más antiguo de los cuatro, los amores de ella pasar tiempo con sus dos hermanas y un hermano como ella se esfuerza por ser un modelo positivo para sus hermanas. Planteados por sus dos padres maravillosos, ella ha enseñado que con trabajo duro y buenos valores, todo es posible sobre todo aquí en los Estados Unidos.
En 2009, Erza tuvo el privilegio de formar parte de Rocky Mountain High School de primera clase. Actualmente cursa su segundo año en la Universidad Estatal de Boise en la especialidad biología. Ella espera asistir a la escuela de medicina y seguir una carrera como una pediatra. En su tiempo libre, Erza goza de participar activamente en su comunidad, animando en sus Broncos y pasar tiempo al aire libre. 
El privilegio de representar el estado de Idaho, Erza espera marcar la diferencia mediante la promoción de su plataforma en autoestima a niñas y mujeres en todo el Estado. Ella espera que lo que está por venir y espera hacer orgulloso como ella se esfuerza por ser la mejor Miss Idaho USA el gran estado de Idaho.
- Datos: Q5837336